# Berthold Simonsohn
Berthold Simonsohn (geboren am 24. April 1912 in Bernburg (Saale); gestorben am 8. Januar 1978 in Frankfurt am Main) war ein deutscher Jurist, Hochschullehrer und Leiter der Zentralwohlfahrtsstelle der Juden in Deutschland.

## Leben
Simonsohn war der Sohn des Bernburger Fabrikbesitzers Alfred Simonsohn und dessen Ehefrau Sidonie geb. Fried. Er hatte einen Bruder und eine Schwester. Sein Vater starb 1936 in Bernburg, seine Mutter 1944 im Ghetto Theresienstadt.
Simonsohn studierte nach dem Abitur am Gymnasium Bernburg als Abschluss seiner Schullaufbahn von 1929 bis 1934 Jura und Staatswissenschaften an der Universität Halle und der Universität Leipzig. 1933 wurde er zum juristischen Staatsexamen als Jude nicht zugelassen, jedoch wurde er im Februar 1934 in Halle bei Erich Schwinge zum Dr. jur. promoviert. Anschließend war er bis 1936 in der Papierwarenfabrik seines Vaters tätig, die aufgrund des Boykotts jüdischer Betriebe schließen musste.
Simonsohn war vor 1933 Mitglied der SAPD und engagierte sich im Widerstand gegen den Nationalsozialismus. Nach der Machtergreifung der Nationalsozialisten erfolgte Ende 1933 seine erste Verhaftung wegen des Verdachts des Hochverrats. Aus Mangel an Beweisen wurde er nach drei Tagen freigelassen.
Ab 1938 war er Bezirksfürsorger der Zentralwohlfahrtsstelle der deutschen Juden in Stettin. Nach den Novemberpogromen 1938 wurde er in das KZ Sachsenhausen eingewiesen. Nach seiner Entlassung zog er nach Hamburg, wo er als Bezirksfürsorger für Nordwestdeutschland der Reichsvereinigung der deutschen Juden beim Jüdischen Religionsverband e.V. beschäftigt war. Seine Tätigkeiten umfassten „die allgemeine Wohlfahrtspflege, die Wirtschaftshilfe, Berufsumschichtung für Jugendliche und die jüdische Winterhilfe sowie die stellvertretende Leitung der Bezirksstelle Nordwestdeutschland der Reichsvereinigung“.

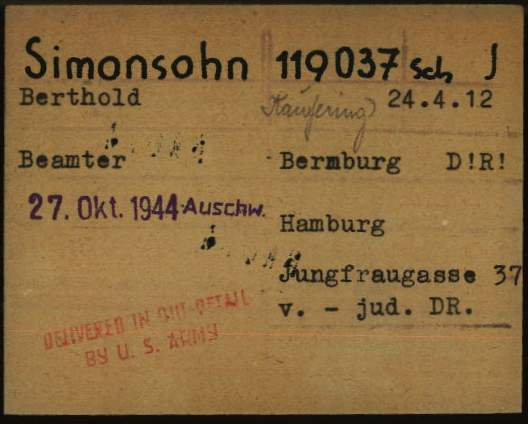
Registrierungskarte von Berthold Simonsohn als Gefangener im nationalsozialistischen Konzentrationslager Dachau

Am 19. Juli 1942 wurde er in das Ghetto Theresienstadt deportiert, wo er Trude Gutmann (* 1921) kennenlernte, die er kurz vor der bevorstehenden Deportation nach Auschwitz rituell heiratete (die standesamtliche Trauung folgte 1949). Am 19. Oktober 1944 erfolgte die Deportation nach Auschwitz und am 25. Oktober 1944 deportierte man ihn in das Kaufering III bei Augsburg, einem Außenlager des KZ Dachau. Von dort musste er am 26. April 1945 einen dreitägigen Marsch nach Dachau-Allach antreten. Am 30. April 1945 befreite die US-Armee das Lager. Seine Frau Trude Simonsohn überlebte im KZ Groß-Rosen.
Nach der Befreiung arbeitete er von September 1945 bis März 1946 im „Evidenz-Archiv des Repatriierungsamtes“, einer Abteilung des Sozialministeriums in Prag. Die Jahre 1946 bis 1950 verbrachte das Paar in der Schweiz. Dort leitete er zunächst das Sanatorium „Höhwald“, eine Einrichtung der jüdischen Flüchtlingshilfe Davos. Von Wintersemester 1947/48 bis 1950 studierte er Volkswirtschaft, Soziologie und Geschichte in Zürich.
Im August 1950 kehrte Simonsohn nach Hamburg zurück und übernahm die Stelle eines Rechtsdezernenten der Jüdischen Gemeinde Hamburg.
Am 20. August 1951 beschloss die Mitgliederversammlung des Zentralrats der Juden in Deutschland die Wiedergründung der von den Nationalsozialisten verbotenen Zentralwohlfahrtsstelle der Juden in Deutschland. Simonsohn wurde mit der Gründung und als erster Geschäftsführer mit dem Aufbau der jüdischen Wohlfahrtsorganisation beauftragt, die er bis zum 31. Dezember 1961 leitete. Simonsohn gehörte dem Kuratorium der 1959 gegründeten Deutsch-Israelischen Studiengruppe an der Goethe-Universität Frankfurt an. 1962 wurde Simonsohn auf eine Professur für Sozialpädagogik und Jugendrecht an die Johann Wolfgang Goethe-Universität Frankfurt am Main berufen. Er befasste sich insbesondere mit der Jugendrechtsreform und war Mitverfasser der Denkschrift der Arbeiterwohlfahrt „Vorschläge für ein erweitertes Jugendhilferecht“, Bonn 1970.
1977 wurde er emeritiert. Mit seiner Frau, die in der Jüdischen Gemeinde arbeitete, lebte er bis zum Lebensende in Frankfurt am Main.

## Der Staat Israel
Aus Anlass des drohenden Sechstagekriegs hatte Simonsohn einen kurzen Briefwechsel mit dem Politologen Wolfgang Abendroth, wobei er Abendroth um Solidarität für das Land bat. Abendroth lehnte dies ab (der Krieg lief inzwischen schon):
Auch bei dem gegenwärtigen Präventivkrieg muss daher Israel keineswegs nur den Feudalherren der monarchischen arabischen Staaten, sondern vor allem der Bevölkerung der im Wesentlichen progressiven republikanischen Militärdiktaturen als Vortrupp amerikanischer imperialistischer Interessen erscheinen. Deshalb ist eine Identifikation des sozialistischen Internationalismus in den kapitalistischen Staaten Europas mit der gegenwärtigen Politik Israels bei aller Sympathie für die israelische Bevölkerung völlig unmöglich.
Simonsohn antwortete enttäuscht:
Niemand verlangt eine einseitige Identifikation des internationalen Sozialismus mit der israelischen Politik, aber ich dachte, dass eine eindeutige Stellungnahme gegen Chauvinismus und Kriegshetzerei der Araber, gegen deren bedingungslose Aufrüstung durch die Sowjetunion und für ein Programm der Verständigung mit dessen (sc. des Sozialismus) Grundsätzen durchaus vereinbar sei. Ich bin der Meinung, dass es für Sozialisten auch in der Politik einen Grundtatbestand an moralischen Prinzipien gibt, die man nicht ungestraft verletzen darf.